# Герб Мінас-Жерайсу
Емблема штату Мінас-Жерайс — один з офіційних символів бразильського штату Мінас-Жерайс.

## Історія
Емблема, яка є чинною в даний час, була заснована указом № 6.498 від 5 лютого 1924 року, який замінює оригінальну емблему 1891 року.
Наразі немає жодних відомостей про авторів дизайну чи причини створення замість початкової емблеми нової.
Вибір гранованої зірки, увінчаної гілками кави та тютюну, є очевидним посиланням на Герб Бразилії.
Зображення сільського господарства та гірничої справи, основних видів економічної діяльності держави на початку існування республіки, вже були присутні в емблемі 1891 року та були збережені в нинішній емблемі через галузі виробництва кави та тютюну та гірничих інструментів.
Центральний символ нинішньої емблеми, утворений лампою, розміщеною на кирках у хресті, не був частиною емблеми 1891 року, але його вже можна було побачити на фресках того ж десятиліття в Палаці Свободи та в секретаріатах штату.

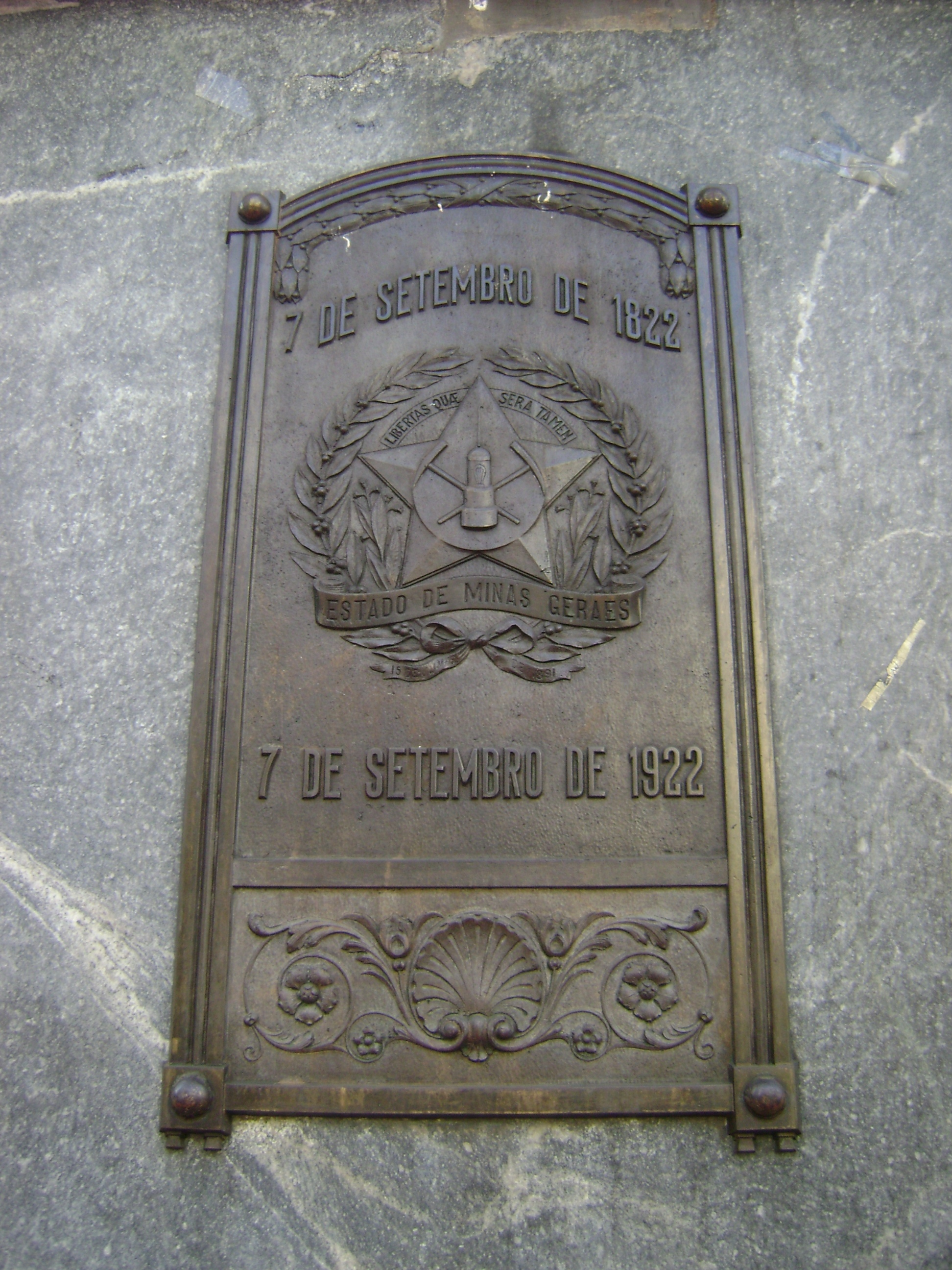
Меморіальна дошка на обеліску на Praça Sete (1924 році)
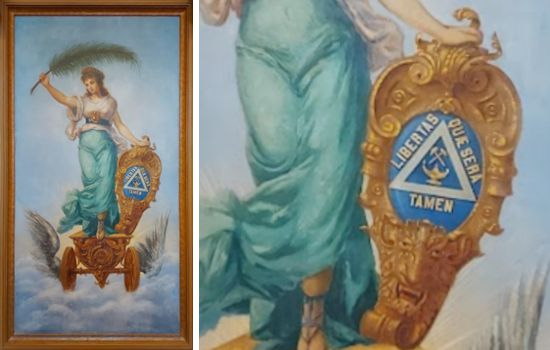
Ширма 1898 р. у колишньому будинку Секретаріату фінансів. Символ штату: перехрещені над світильником молот і кирка
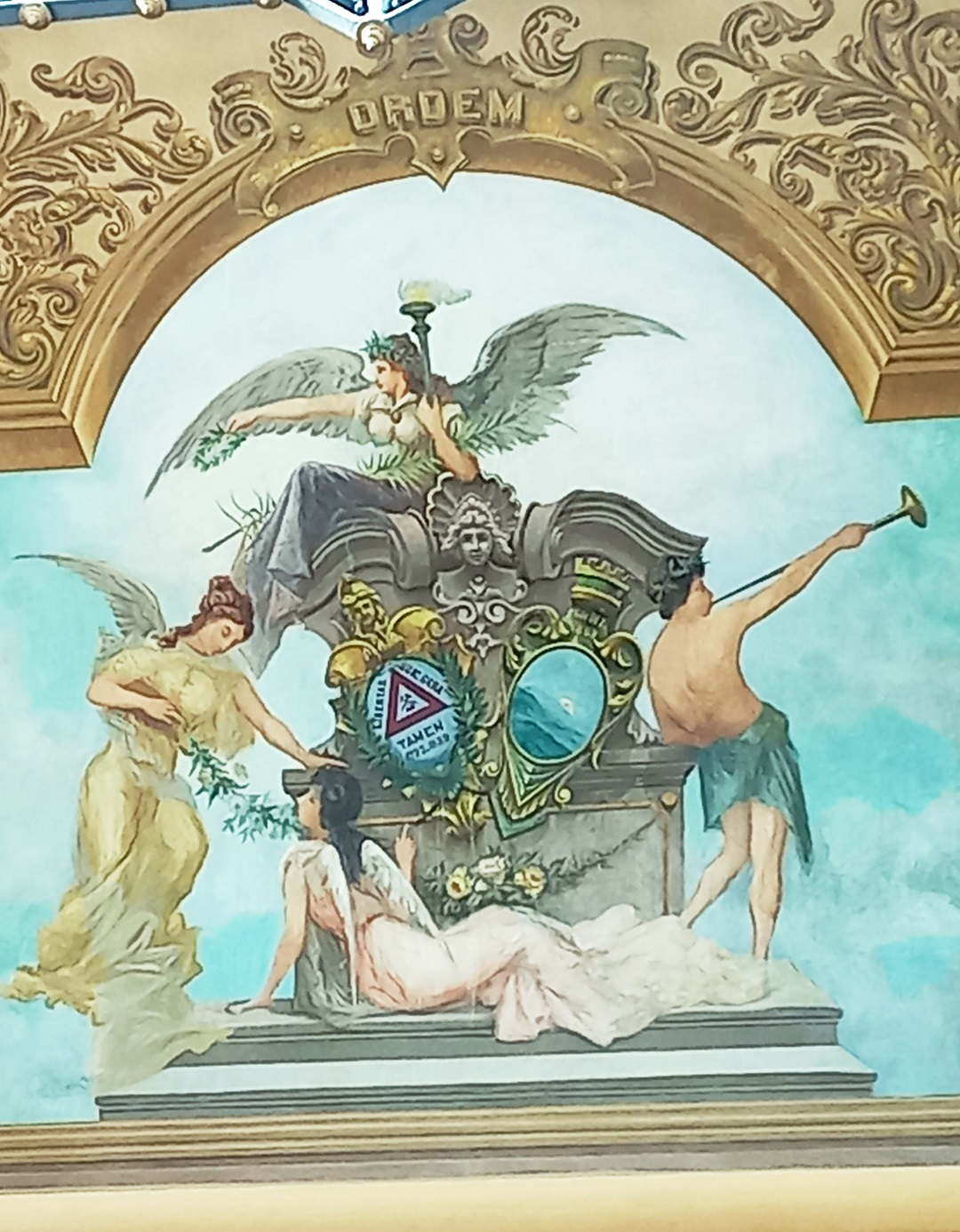
Фреска на стелі сходів Палацу Свободи, 1898, із гербами штатів Мінас-Жерайсу і Белу-Оризонті
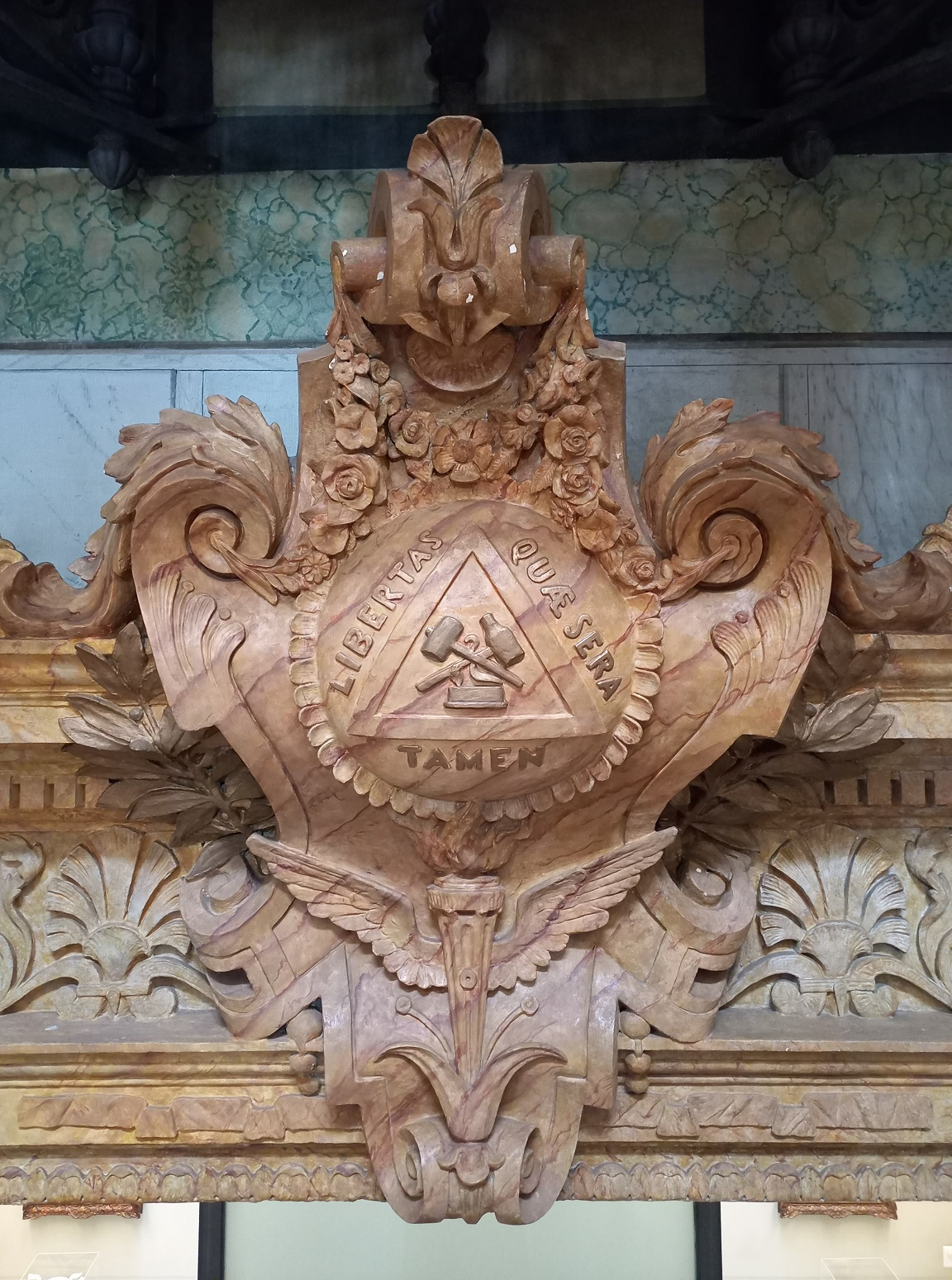
Кам'яний орнамент у сходовому холі Палацу Свободи.
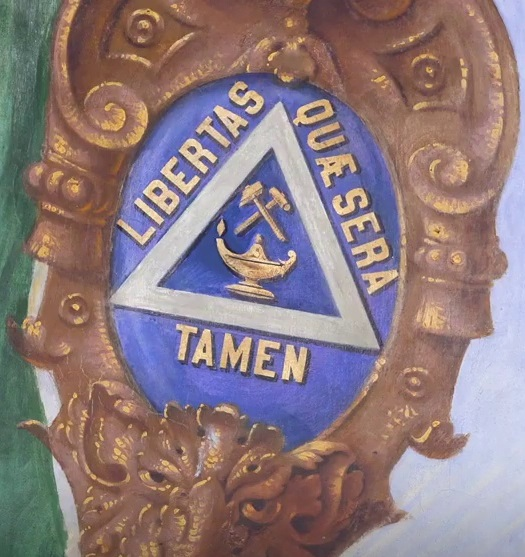
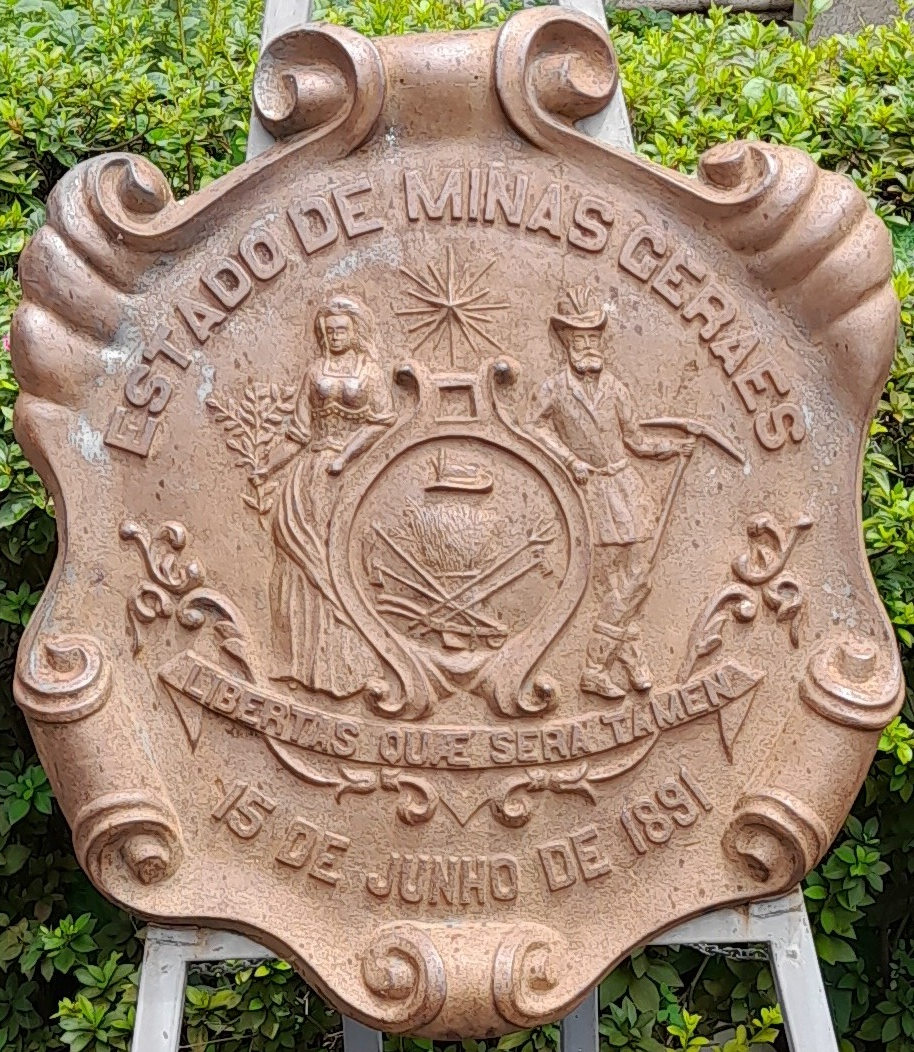

## Попередній символ
Спочатку він був заснований законом № 1 штату від 14 вересня 1891 року і складався з кола, всередині якого можна було побачити дві людські фігури, що символізували сільське господарство та видобуток корисних копалин, оточені словами «Штат Мінас-Жерайсу — 15 червня 1891 року» (дата прийняття державної конституції).

## Геральдичний опис
Указ про заснування нинішнього герба не визначав його геральдичного опису. Натомість він подав у додатку опорне креслення.
|  | Указ № 6498 від 5 лютого 1924 р: Погоджує проект Державної печатки. Віце-президент штату Мінас-Жерайс, який виконує свої обов'язки, постановляє затвердити супровідний проект, підписаний Державним секретарем внутрішніх справ, для державної печатки, згаданої в Законі № 1 від 14 вересня 1891 року, і ввести цей указ в дію з 1 травня цього року. Державний секретар внутрішніх справ так зрозумів і виконує це. Палац президента штату Мінас-Жерайс у Белу-Орізонті, 5 лютого 1924 року. ОЛЕГАРІО ДІАС МАСІЕЛ Фернандо Мелло Віана |

Через відсутність загальноприйнятих елементів герба, таких як наявність щита та дотримання умов Геральдики, символ за американською традицією зручніше називати державною печаткою, яка є формою, про яку йдеться в законодавство, яке його запровадило.

### Емалі та метали
Законодавство представляє лише чорно-білий малюнок без визначення кольорів, які повинні використовуватися. У результаті офіційне використання в державних документах завжди виконується чорно-білим.
З моменту створення емблеми кольорові копії можна було побачити в кількох друкованих виданнях, особливо на картах. Однак вибрані кольори, як правило, відрізняються залежно від принта.
Цивільна поліція штату Мінас-Жерайс також використовує емблему на своєму значку, прийнявши червоний і білий кольори для зірки та синій для пояса та банта.
Кловіс Рібейро у своїй книзі «Brazões e Bandeiras do Brasil» 1933 року був, мабуть, першим авторитетом у цій темі, який опублікував державну печатку з кольоровою схемою.
|  | Ми точно відтворюємо дизайн, створений відповідно до закону n. 1, а також той, що супроводжував указ н. 6,498. (Кловіс Рібейро) |

У книзі промені зірки поділені на дві частини, ліва червона, а права синя, і цей шаблон повторюється в інших променях. Стрічка з назвою штату біла, а бант двосторонній: зліва синій, праворуч червоний.

Кольори герба в книзі «Brazões e Bandeiras do Brasil» Кловіса Рібейру, 1933 р. Зірка в червоно-синьому кольорі, біла стрічка, двосторонній бант у синьо-червоному кольорі.
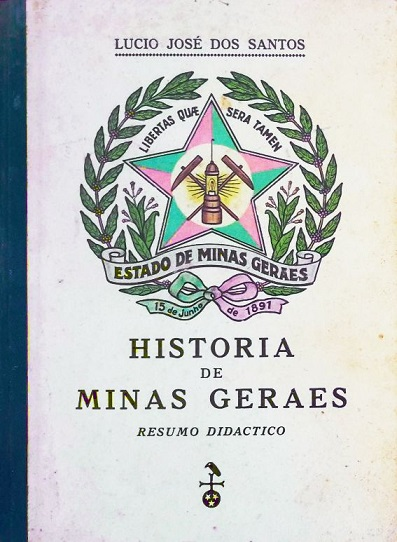
Обкладинка книги «Historia de Minas Geraes Didactico Summary» Лусіо Жозе душ Сантуша 1926 року. Ті самі кольори, які пізніше будуть описані в книзі Кловіса Рібейро.
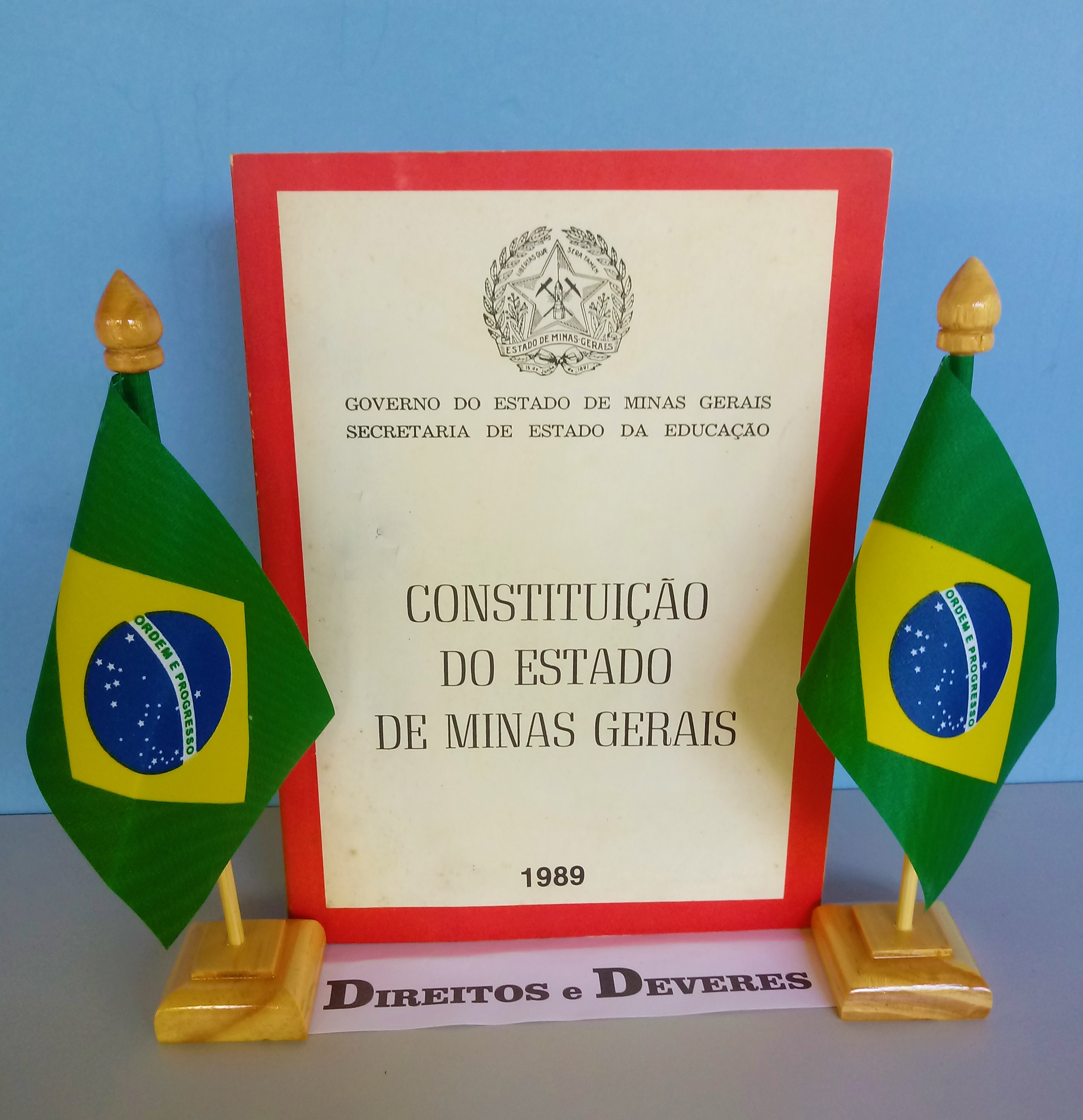
Видання Конституції штату з державною печаткою на обкладинці.
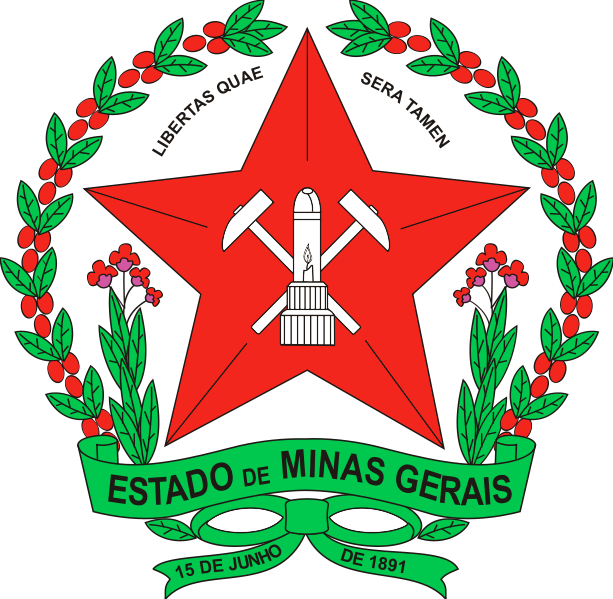
Герб штату у прокомуністичних кольорах

|  | Герб складається з п'ятикутної зірки, облямованої червоним кольором, перед якою дві кирки і лампа, що використовується в гірничій справі. По обидва боки зірки по дві великі гілки кави, з зовнішньої сторони, та дві малі гілки тютюну, з нижніх вершин зірки, зеленого кольору з червоними та пурпуровими квітами. У нижній частині щита проходить стрічка з назвою штату Мінас-Жерайс, а під нею на банту - дата 15 червня 1891 року. Навколо верхньої точки зірки розміщено девіз: "Libertas Quæ Sera Tamen". Кавові гілки, кирки та ліхтар символізують два основні види економічної діяльності держави протягом багатьох років: видобуток корисних копалин та сільське господарство. Фраза "Libertas Quæ Sera Tamen", добре відома і також присутня на державному прапорі, походить від сепаратистського руху Inconfidência Mineira, 18 століття, що означає "Свобода, навіть якщо пізно". Зірка червоного кольору повторює колір, який з часом став основним кольором символіки штату - червоний, як і центральний трикутник прапора штату Мінас-Жерайс. Можливо, саме цим пояснюється його використання з самого початку найрізноманітнішими революційними рухами, в тому числі і Великою Французькою революцією. |

|  | ОПИСИ, ВСТАНОВЛЕНІ ДЛЯ ЛОГОТИПА У центрі - ліхтар з кирками, інструментами, якими копали і освітлювали тунелі для видобутку золота в копальнях. П'ятикутна зірка, намальована двома нитками, що символізує об'єднання, взята з герба федерації, в центрі якого - біле коло, що символізує світло ліхтаря, а навколо нього - перехрещені кирки. У верхньому кінці зірки спускається нитка, яка тримає ліхтар, що ділить її навпіл, ліва частина цього поділу покрита червоним кольором, а права - синім, повторюючи процедуру в інших чотирьох кінцях, між двома верхніми боковими кінцями чорними літерами розміщено напис LIBERTAS QUÆ SERA TAMEN, що утворює півколо. Під двома нижніми бічними кінчиками стрічка з синім написом STATE OF MINAS GERAIS, що перекриває дві гілки тютюну та кави, які представляють найбільшу економіку того часу, яка включає в себе зірку круглого формату, що тримає гілки в петлі з червоної стрічки, а на кінчиках дата 15 червня 1891 року (дата проголошення конституції штату). |